# Wissen (Weeze)
Wissen ist eine Gemarkung und ein Ortsteil der Gemeinde Weeze im Kreis Kleve in Nordrhein-Westfalen. Bis 1928 war Wissen eine eigenständige Gemeinde im damaligen Kreis Geldern.

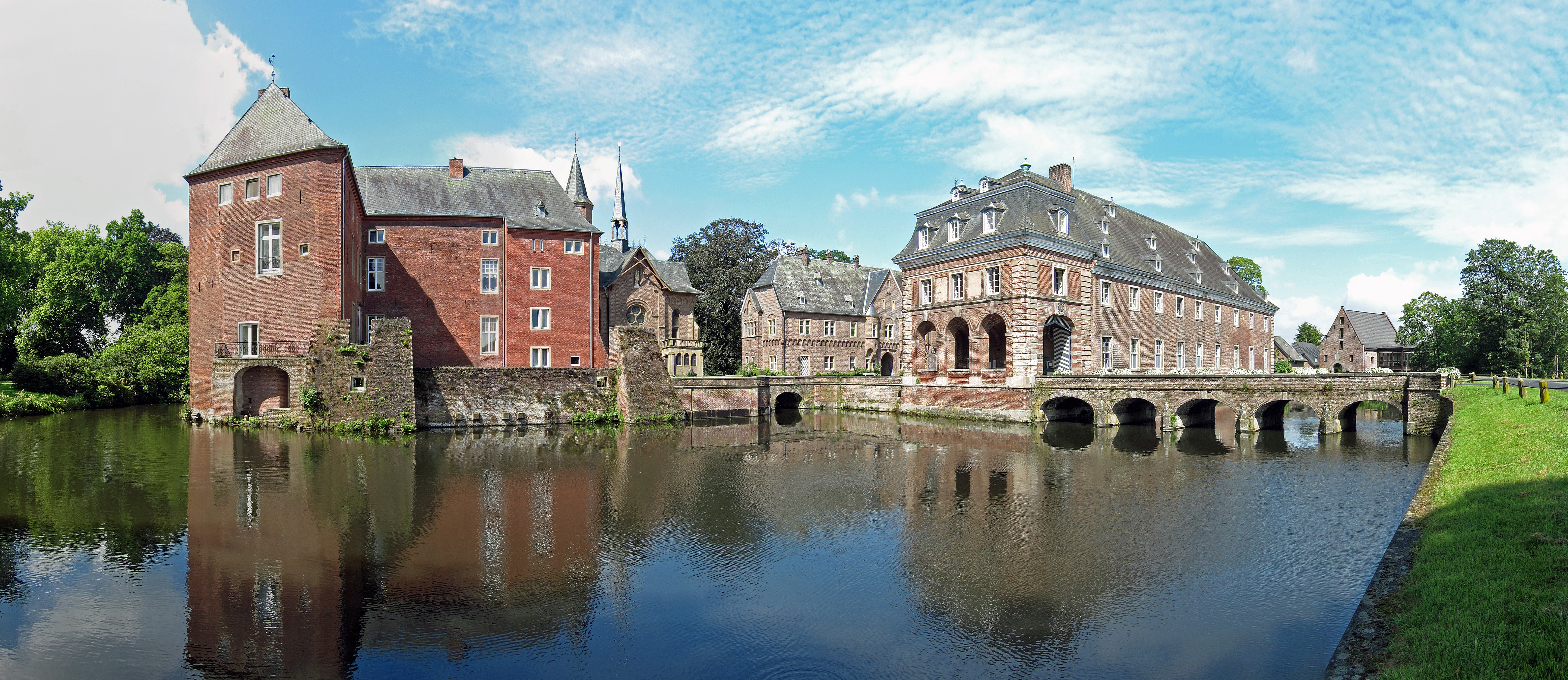
Schloss Wissen

## Geographie
Kalbeck ist eine landwirtschaftlich geprägte Streusiedlung im Süden des Gemeindegebiets von Weeze. Die Gemarkung erstreckt sich südöstlich des Ortskerns von Weeze und umfasst das namensgebende Schloss Wissen sowie die Bauerschaften Hüdderath, Keylaer, Laar und Wissen. Die ehemalige Gemeinde Wissen hatte eine Fläche von 15,95 km².

## Geschichte
Die erste urkundliche Erwähnung des Schlosses Wissen stammt aus dem Jahre 1372. Das Schloss wurde Sitz einer kleinen eigenständigen Herrschaft, die mehrere Bauerschaften umfasste. Seit dem 19. Jahrhundert bildete Wissen eine Landgemeinde in der Bürgermeisterei Weeze im Kreis Geldern im Regierungsbezirk Düsseldorf. Am 1. Oktober 1928 wurde Wissen nach Weeze eingemeindet.

## Einwohnerentwicklung
| Jahr | Einwohner | Quelle |
| ---- | --------- | ------ |
| 1861 | 763       | [ 3 ]  |
| 1871 | 750       | [ 4 ]  |
| 1885 | 784       | [ 1 ]  |
| 1910 | 1157      | [ 5 ]  |

## Persönlichkeiten
- Leopold Fonck (1865–1930), Jesuit, Bibelwissenschaftler und Gründungsrektor des Päpstlichen Bibelinstituts, in Wissen geboren